# Comunidad intermunicipal

Mapa de las comunidades intermunicipales, áreas metropolitanas y regiones autónomas de Portugal.

La comunidad intermunicipal (comunidade intermunicipal en portugués) es una unidad administrativa y entidad intermunicipal de Portugal.
La Ley n.º 75/2013 de 12 de septiembre de 2013 estableció 21 comunidades intermunicipales:
| - Algarve - Alentejo Central - Alentejo Litoral - Alto Alentejo - Alto Minho - Alto Támega - Ave - Baixo Alentejo | - Beira Baixa - Beiras y Sierra de la Estrella - Cávado - Duero - Lezíria do Tejo - Medio Tejo - Oeste | - Región de Aveiro - Región de Coímbra - Región de Leiría - Támega y Sousa - Tierras de Trás-os-Montes - Viseu Dão-Lafões |